# داویت ساهاکیانتس
داویت روبرتی ساهاکیانتس (ارمنی: Դավիթ Ռոբերտի Սահակյանց؛  ۲۹ مارس ۱۹۷۵) یک کارگردان فیلم و  پویانمایی اهل ارمنستان است. وی از سال میلادی تاکنون مشغول فعالیت بوده است.

## زندگی‌نامه
وی در ۲۹ مارس ۱۹۷۵ در ایروان به دنیا آمد . وی همچنین برندهٔ جوایزی همچون چهره فرهنگی شایسته جمهوری ارمنستان شده است.